# Julius Fiebiger

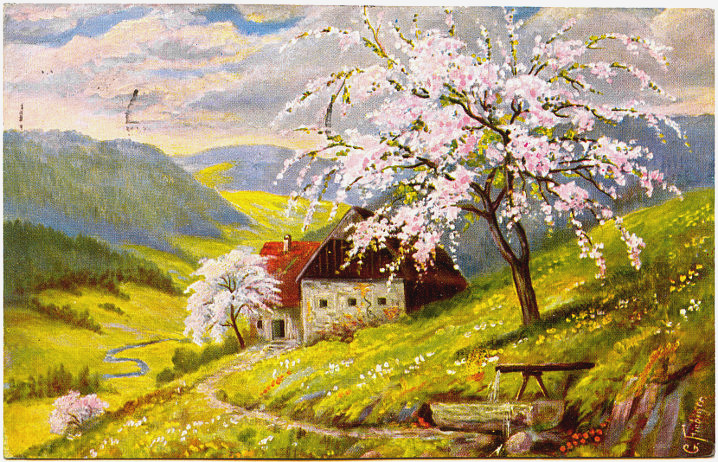
Frühlingslandschaft

Gottlieb Moritz Julius Fiebiger (* 5. September 1813 in Bautzen; † 29. Januar 1883 in Dresden) war ein deutscher Landschaftsmaler und Aquarellist.
Fiebiger studierte von 1830 bis 1835 an der Königlich Sächsischen Dresdner Kunstakademie und ab dem 15. Dezember 1835 an der Königlichen Akademie der Künste in München.
In Dresden beschäftigte er sich hauptsächlich mit der Akt- und Porträtmalerei, seit dem Münchener Studium ist er zur Landschaftsmalerei umgestiegen.
Seit den 1840er Jahren war er in Dresden ansässig, besuchte auch oft Bautzen. 1847 unternahm eine Studienreise nach Nordböhmen, 1851 nach der Ostseeküste, 1858 nach der Schweiz, 
Seine Werke befinden sich in den Sammlungen meist sächsischer Museen, Viele seiner Landschaftsbilder erschienen in Form von Postkarten, meist im Kunst-Verlag Arthur Rehn & Co. Berlin. 